# 麥金太爾島
66°14′S 110°34′E / 66.233°S 110.567°E
麥金太爾島（英語：McIntyre Island）是南極洲的島嶼，位於威爾克斯地，屬於風車群島的一部分，根據美國海軍拍攝空中照片繪入地圖，現時由南極條約體系管理。